# Herakliderna
Herakliderna var enligt grekisk mytologi benämningen på ättlingarna till Herakles, främst hans son Hyllos avkomlingar i tredje led, Temenos, Kresfontes och Aristodemos, som i spetsen för dorerna invandrade på Peloponnesos och bemäktigade sig de viktigaste delarna av landet, som Hyllos en gång ägt men måst lämna ifrån sig.
Efter Aristodemos sonsöner benämndes de 2 spartanska kungahusen agiader och eurypontider. Sagan om Heraklidernas åt till Peleponnesos hade till politiskt syfte att rättfärdiga dorernas rätt till området.